# Phytomyza calthivora
Phytomyza calthivora är en tvåvingeart som beskrevs av Friedrich Georg Hendel 1934. Phytomyza calthivora ingår i släktet Phytomyza och familjen minerarflugor. Arten har ej påträffats i Sverige. Inga underarter finns listade i Catalogue of Life.